# مائيا
بلدية مائيا (بالإسبانية: Maella) هي بلدية تقع في مقاطعة سرقسطة التابعة لمنطقة أراغون شمال شرق إسبانيا.

## الديموغرافيا
بلغ عدد سكان بلدية مائيا 2.018 نسمة عام 2011 (وفقاً للمعهد الوطني الإسباني للإحصاء).
| 2.079 | 2.025 | 2.123 | 2.056 | 2.051 | 2.027 | 2.018 |